# Dorcadion semilucens
Dorcadion semilucens là một loài bọ cánh cứng trong họ Cerambycidae.